# Sauchie
Sauchie est un village d'Écosse, situé dans le council area et région de lieutenance du Clackmannanshire. Il est situé sur la rive nord du Forth, au sud des Ochil Hills.
Il se trouve à deux kilomètres au nord-est d'Alloa.

## Personnalités
- Alan Hansen, footballeur international écossais
- Willie Morgan, footballeur international écossais